# How Much Time Do We Have Left?
A How Much Time Do We Have Left? (magyarul: Mennyi időnk maradt?) a szlovén Klemen dala, mellyel Szlovéniát képviselte a 2025-ös Eurovíziós Dalfesztiválon Bázelben. A dal 2025. február 1-jén, a szlovén nemzeti döntőben, az EMA-n megszerzett győzelemmel érdemelte ki a dalversenyen való indulás jogát.

## Eurovíziós Dalfesztivál
2024. december 13-án vált hivatalossá, hogy az énekes dala bekerült az EMA szlovén nemzeti döntő mezőnyébe. A dal 2025. február 1-jén megnyerte a szlovén dalversenyt, ahol a szakmai zsűrinél az első helyen jutott be a szuperfináléba. Itt a nézők szavazatai által az első helyet érte el, így ez a dal képviselheti Szlovéniát a Eurovíziós Dalfesztiválon.
A dalt először a május 13-án rendezett első elődöntőben, fellépési sorrendben harmadikként adta elő, a Lengyelországot képviselő Justyna Steczkowska Gaja című dala után és az Észtországot képviselő Tommy Cash Espresso macchiato című dala előtt. Az elődöntőben a nézői szavazatok pontjai alapján a dal nem jutott tovább a május 17-én megrendezésre került döntőbe.

## Háttér
A dalban Slakonja felidézi felesége betegségének azt az időszakát, amikor rákos daganatot diagnosztizáltak nála. Végül sikeresen felépült.

## Dalszöveg
| How much time do we have left together We never know All I know is I don't wanna be here Without your love How much time do we have left together We never know Wish we could take it slow – A dal refrénje | Mennyi időnk maradt még együtt? Sosem tudhatjuk Ami biztos, hogy nem akarok itt lenni A szerelmed nélkül Mennyi időnk maradt még együtt? Sosem tudhatjuk Bárcsak lelassíthatnánk – A dal refrénje magyarul |

## Galéria

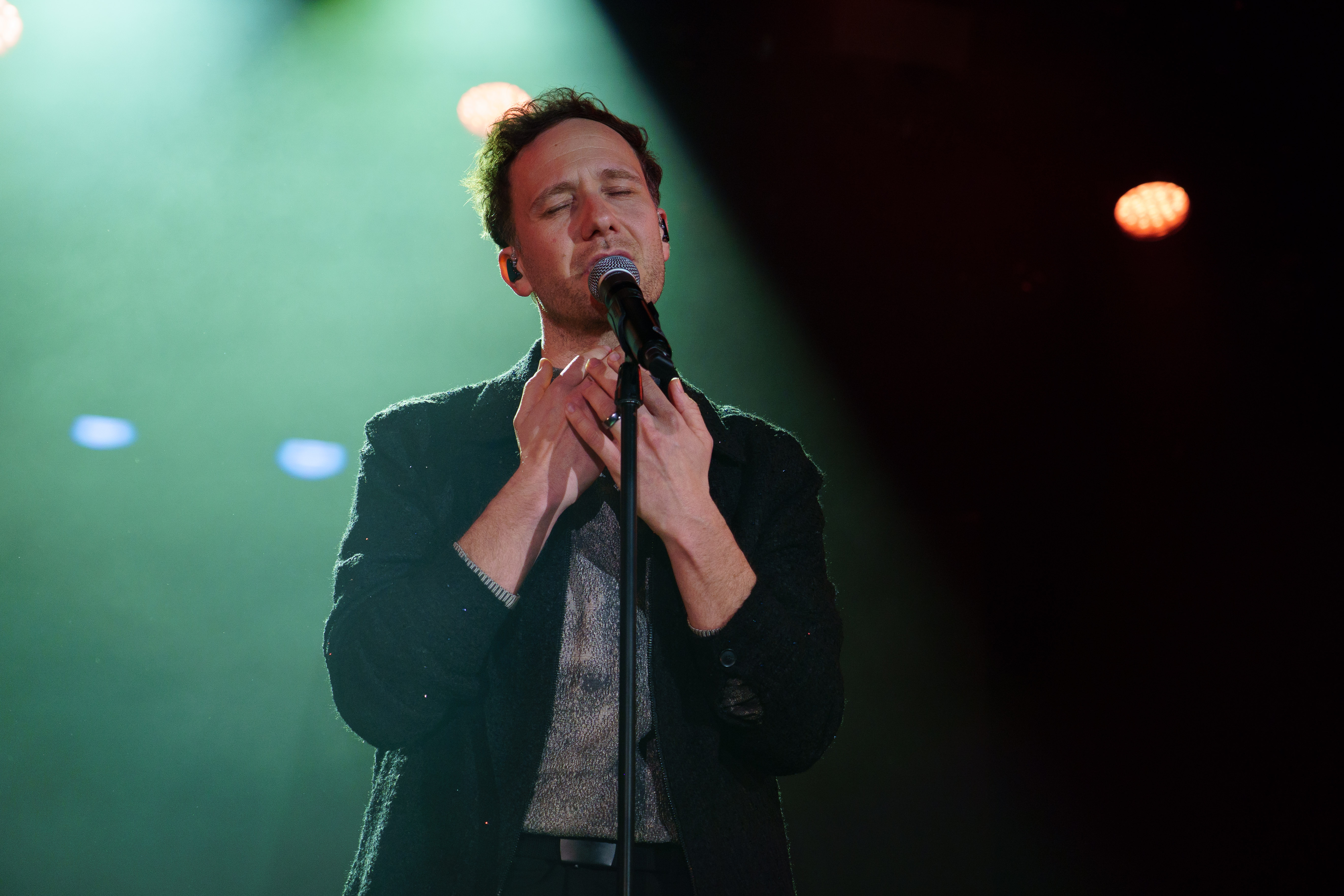
A madridi eurovíziós partin
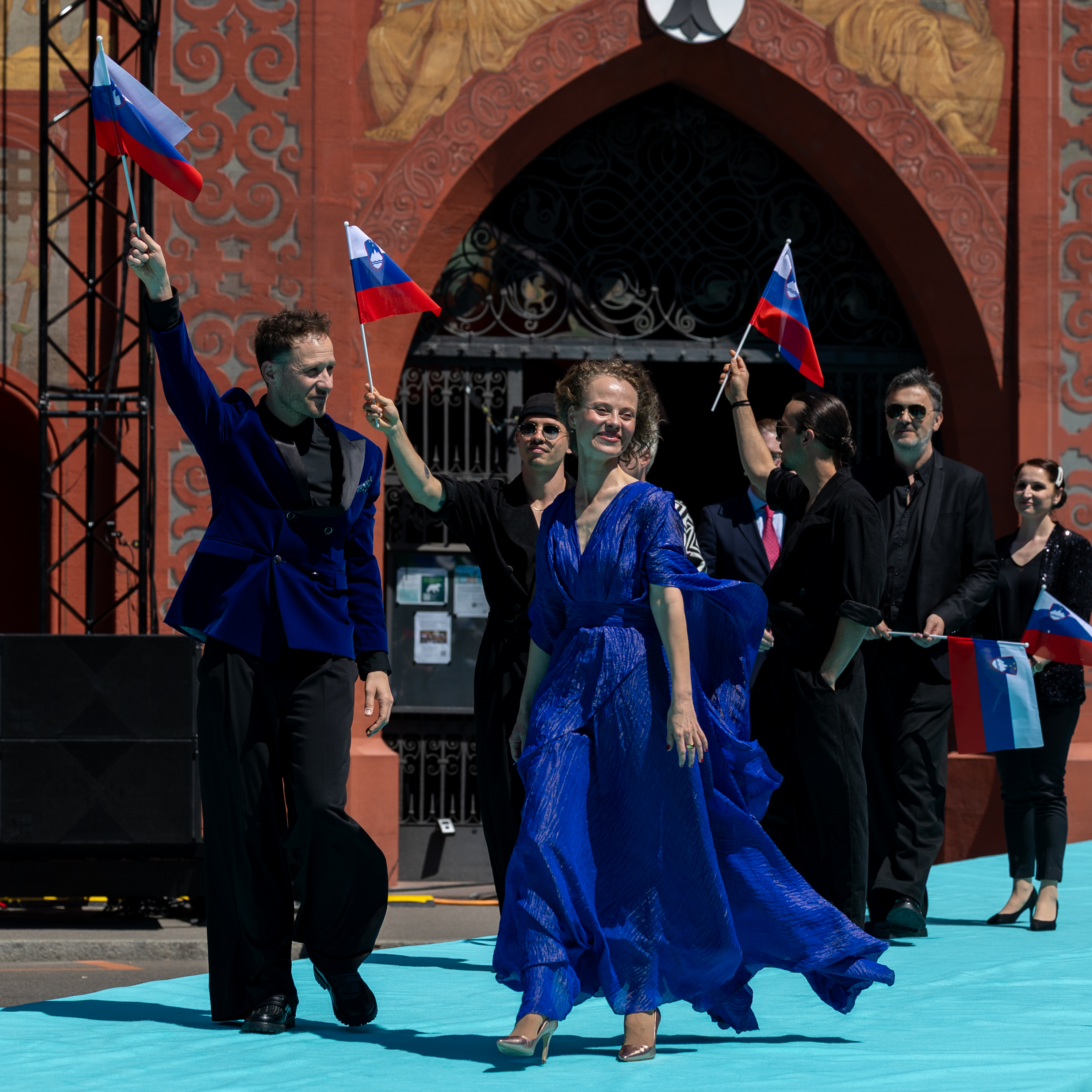
A megnyitóünnepségen
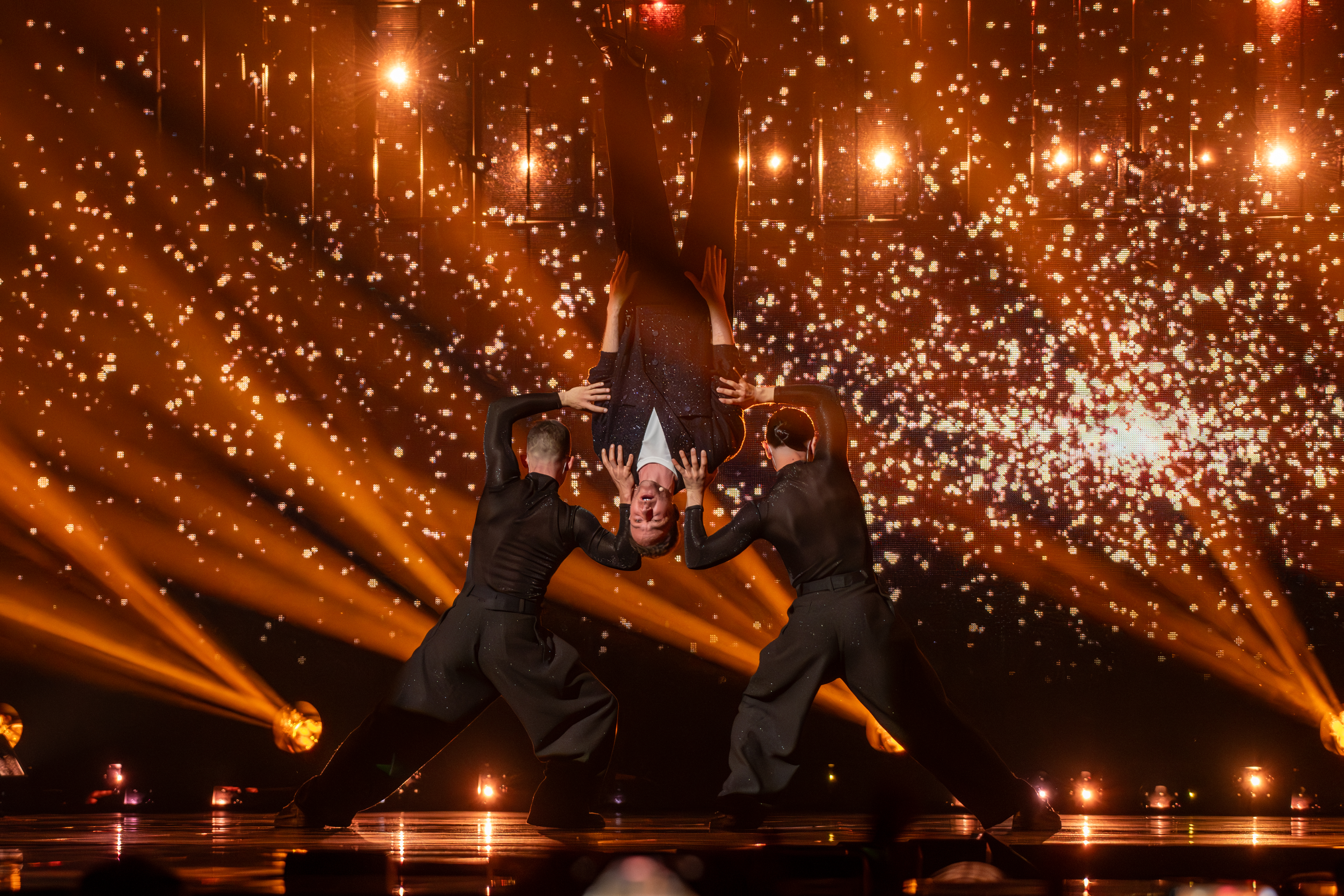
Az elődöntőben